# Pilea pallida
Pilea pallida är en nässelväxtart som beskrevs av Ellsworth Paine Killip. Pilea pallida ingår i släktet pileor, och familjen nässelväxter. Inga underarter finns listade i Catalogue of Life.